# Friedensdenkmal in Hiroshima
Das Friedensdenkmal in Hiroshima (jap. 広島平和記念碑, Hiroshima heiwa kinenhi), auch Atombombenkuppel (原爆ドーム gembaku dōmu, engl. Atomic Bomb Dome, oft fälschlicherweise mit Atombombendom wiedergegeben) ist eine Gedenkstätte für den ersten kriegerischen Einsatz einer Atombombe. Es befindet sich im Friedenspark von Hiroshima.

## Geschichte

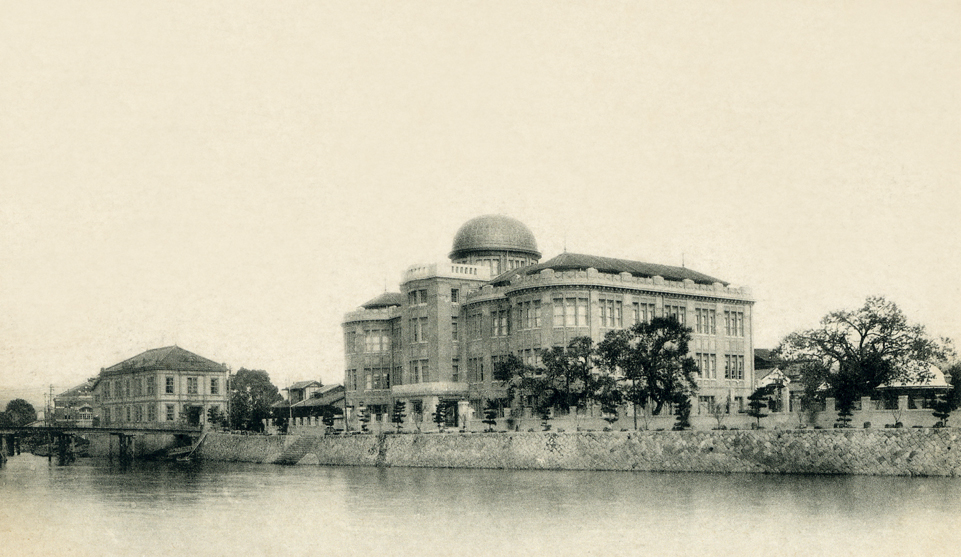
Gebäude vor dem Atombombenabwurf

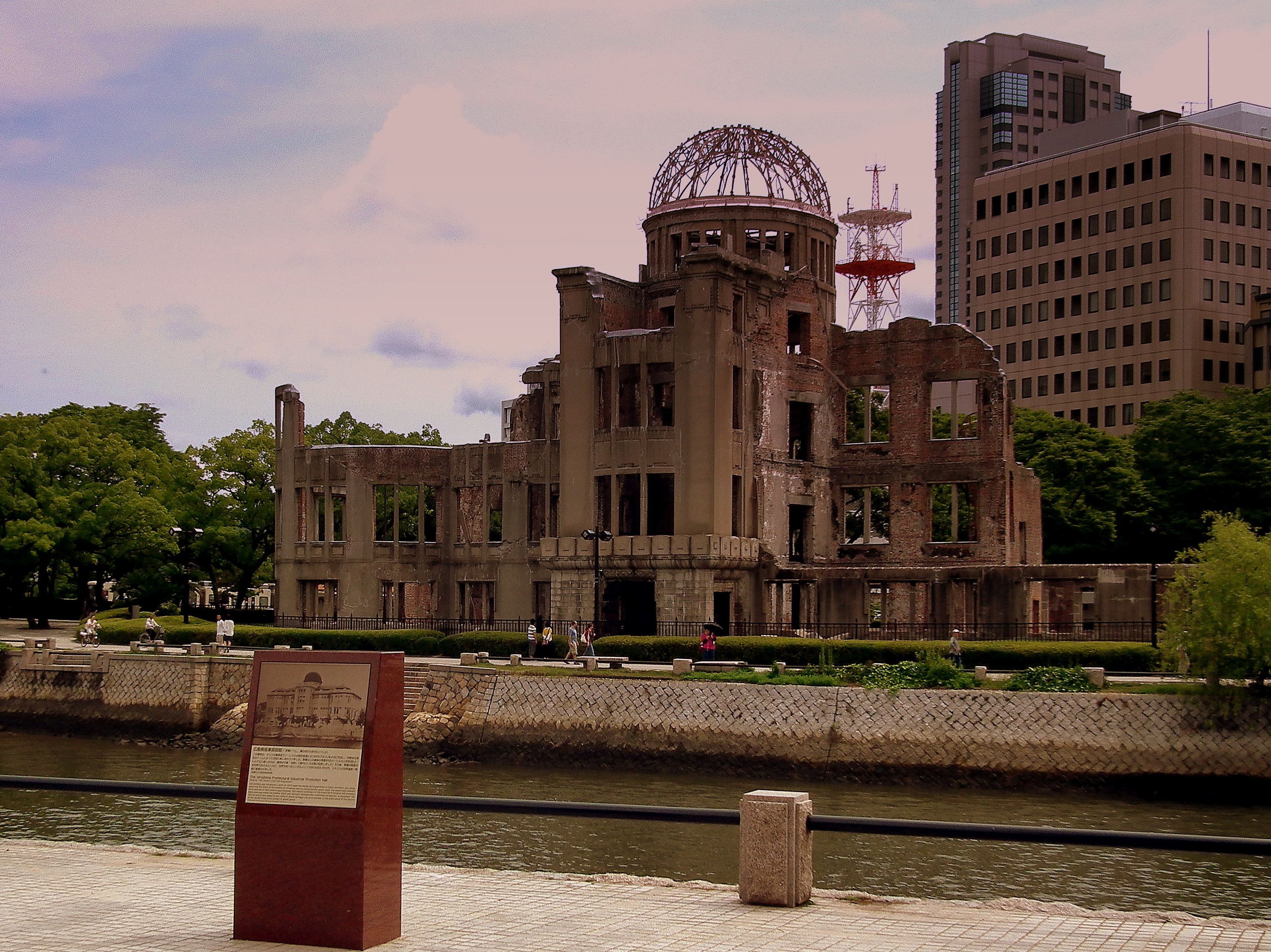
Friedensdenkmal (2012)

Das Gebäude wurde nach einem Entwurf des tschechischen Architekten Jan Letzel erbaut und im April 1915 fertiggestellt als „Produktausstellungshalle der Präfektur Hiroshima“ (広島県物産陳列館, Hiroshima-ken Bussan Chinretsukan). 1921 wurde es in „Ausstellungsort für Handelswaren der Präfektur Hiroshima“ (広島県立商品陳列所, Hiroshima-kenritsu Shōhin Chinretsusho) und 1933 in „Halle zur Förderung der Industrie der Präfektur Hiroshima“ (広島県産業奨励館, Hiroshima-ken Sangyō Shōreikan) umbenannt. Das Gebäude wurde am 6. August 1945 um 8:16 Uhr Ortszeit durch die vom US-Bomber Enola Gay abgeworfene US-amerikanische Atombombe „Little Boy“ zerstört und brannte völlig aus. Alle zu diesem Zeitpunkt darin arbeitenden Menschen kamen um.
Trotz, bzw. wegen des geringen Abstands von 140 m vom Bodennullpunkt (Ground Zero) blieben viele Gebäudestrukturen erhalten, u. a. die charakteristische Stützkonstruktion des Kuppeldachs, der das Denkmal seinen heutigen Namen verdankt. Die Überreste werden seit dem Abwurf in ihrem damaligen Zustand konserviert.
Im Dezember 1996 erklärte sie die UNESCO zum Weltkulturerbe mit der Begründung, dass es „nicht nur ein starkes Symbol der zerstörerischsten Kraft sei, die je von der Menschheit geschaffen wurde; es drücke zudem die Hoffnung auf Weltfrieden und der endgültigen Beseitigung aller Kernwaffen aus“. Die Volksrepublik China äußerte Vorbehalte, dass eine Anerkennung von Revisionisten ausgenutzt werden könne, und die USA lehnten diese Anerkennung aus „Mangel an historischer Perspektive“ ab.